# 石川皓也
石川 皓也（いしかわ あきら）は、日本の作曲家・編曲家。

## 来歴
東京都出身。高校・大学在学中に、ビクターレコードの募集した軽音楽作曲コンクールに応募し、連続2年入選を果たす。東北大学法文学部法科を卒業した。
1951年、「虹の乙女」が日本放送協会の募集したオペレッタ作曲コンクールに入選し、NHKオペラハウスの時間に放送された。
これ以後、石川は放送・レコード界で活躍を始める。弦楽器を主体としたオーケストラの編曲を得意とし、NHKでは「世界の音楽」「音楽の花束」「名曲アルバム」等多くの番組の編曲を担当した。童謡についても実績があり、「ラジオ歌謡」「みんなのうた」等に数多くの作品を発表した。
1959年、キングレコードのレオンポップスオーケストラの編曲担当、かつ指揮者となる。ここで200枚近くのアルバムを発売した。その他RCAレコード、ポリドール・レコード、コロムビア・レコード等の各社からもアルバムが発売されている。
作編曲活動のみならず音楽家の地位確立のための運動にも功績がある。1970年、著作権法の改定に際し、編曲専門委員として、編曲を著作権として確立することに尽力し、以後2001年まで日本音楽著作権協会編曲審査委員をつとめた。

## 作品
- ツビレグ ツブレグ マーチ
- 小さな木の実
- テレビドラマ「あんみつ姫」主題歌